# The Skin Game
The Skin Game er en britisk stumfilm fra 1921 af B. E. Doxat-Pratt.

## Medvirkende
- Edmund Gwenn som Hornblower
- Mary Clare som Chloe Hornblower
- Helen Haye som Mrs. Hillcrist
- Dawson Millward som Mr. Hillcrist
- Malcolm Keen som Charles Hillcrist
- Meggie Albanesi som Jill Hillcrist
- Frederick Cooper som Rolf Hornblower